# 허베이 대학

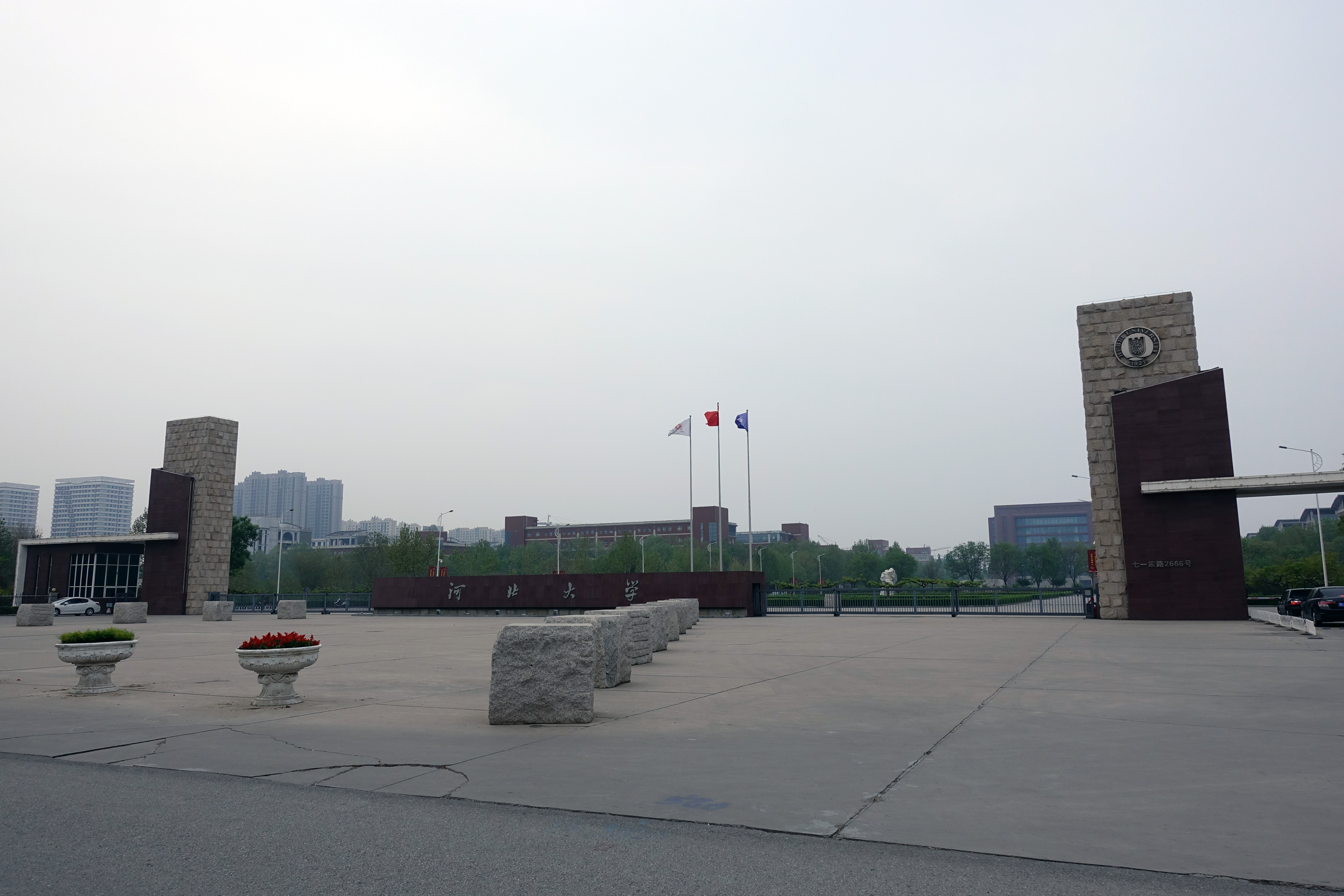

허베이 대학(河北大学)은 중화인민공화국의 공립 대학교이며 중화민국 국민정부 정권 때였던 1921년 허베이 대학당(河北大學堂)으로 첫 개교었고 이후 1949년 중공 정권 수립 이후 1951년에 허베이 대학(河北大学)로 교명 개칭되어 현재에 이르고 있다.